# NGC 3981

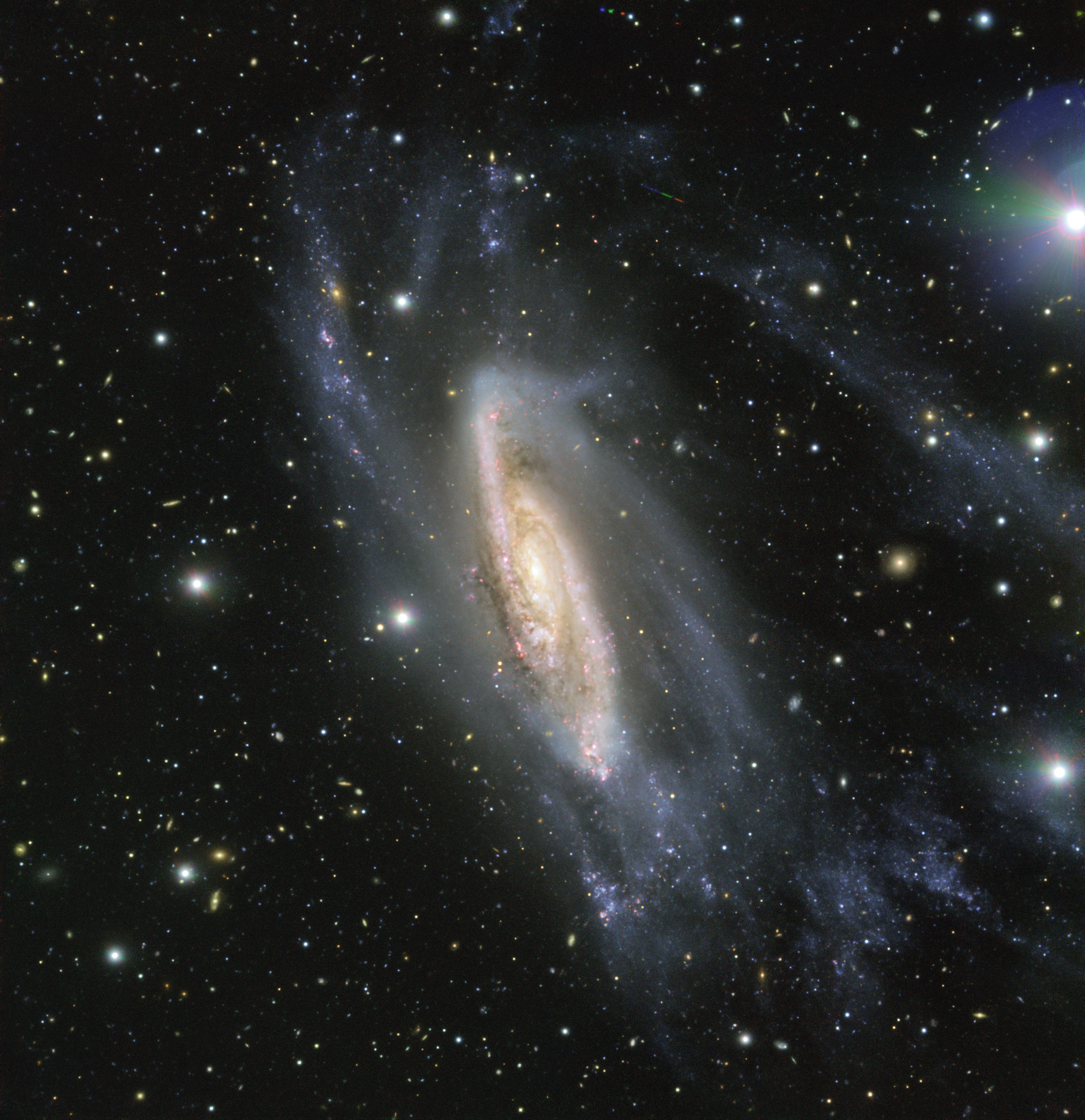
Image captée par l'instrument FORS2 du Very Large Telescope (Observatoire européen austral).

NGC 3981 est une galaxie spirale située dans la constellation de la Coupe. NGC 3981 a été découverte par l'astronome germano-britannique William Herschel en 1785.

## Caractéristiques
La classe de luminosité de NGC 3981 est II-III et elle présente une large raie HI.

### Distance
Sa vitesse par rapport au fond diffus cosmologique est de 2 078 ± 25 km/s, ce qui correspond à une distance de Hubble de 30,65 ± 2,18 Mpc (∼100 millions d'al).
À ce jour, 14 mesures non basées sur le décalage vers le rouge (redshift) donnent une distance de 20,707 ± 3,443 Mpc (∼67,5 millions d'al), ce qui est à l'extérieur des valeurs de la distance de Hubble. Puisque cette galaxie est relativement rapprochée du Groupe local, cette distance est peut-être plus près de sa distance réelle que la distance de Hubble. Notons que c'est avec la valeur moyenne des mesures indépendantes, lorsqu'elles existent, que la base de données NASA/IPAC calcule le diamètre d'une galaxie.

### Morphologie
Les avis diffèrent sur la classification de NGC 3971, spirale barrée selon Wolfgang Steinicke et la base de données HyperLeda intermédiaire selon le professeur Seligman et spirale ordinaire selon la base de données NASA/IPAC. On ne voit pas du tout même le début d'une barre sur l'image détaillée réalisée par le Very Large Telescope de Observatoire européen austral. NGC 3981 n'est certes pas une spirale barrée. La classification de spirale ordinaire par la base de données NASA/IPAC semble mieux convenir à cette galaxie.

### Luminosité dans l'infrarouge
La luminosité de la galaxie NGC 3981 dans l'infrarouge lointain (de 40 à 400 µm)  est égale à 1,35 × 1010 {\displaystyle L_{\odot }} (1010,13{\displaystyle L_{\odot }}) et sa luminosité totale dans l'infrarouge (de 8 à 1 000 µm) est de 1,62 × 1010 {\displaystyle L_{\odot }} (1010,21{\displaystyle L_{\odot }}).

## Groupe de NGC 4038
Selon A.M. Garcia, la galaxie NGC 3981 fait partie d'un groupe de galaxies qui compte au moins 27 membres, le groupe de NGC 4038. Les autres membres du New General Catalogue du groupe sont NGC 3955, NGC 3956, NGC 3957, NGC 4024, NGC 4027, NGC 4033, NGC 4035, les galaxies des Antennes (NGC 4038 et NGC 4039) ainsi que NGC 4050.
Le groupe de NGC 4038 fait partie du superamas de la Vierge aussi appelé le Superamas local,.